# Chalcidoptera rufilinealis
Chalcidoptera rufilinealis là một loài bướm đêm trong họ Crambidae.